# 拆除吳鳳銅像事件
拆除吳鳳銅像事件
發生於1988年12月31日的臺灣嘉義市，因為不滿中華民國政府長期宣傳吳鳳神話、貶抑原住民，數名阿里山鄉鄒族部落青年破壞了嘉義市中心的吳鳳銅像。因為這個事件，中華民國教育部決定停止在學校中教授吳鳳故事，臺灣省政府將嘉義縣吳鳳鄉改名為阿里山鄉。此事件也促成了台灣首座二二八事件紀念碑的誕生。

## 背景
在吳鳳神話中，吳鳳是清朝時期阿里山的官員(通事)，為了讓當地原住民停止獵人頭的習俗而自願犧牲，吳鳳的義行感動了他們，從此阿里山原住民改變了獵頭的習俗。
在日治時期開始，臺灣總督府在學校中開始教授吳鳳故事。1949年國民政府遷台之後，繼續在學校中教授這個故事，將嘉義縣阿里山一帶命名為吳鳳鄉。臺灣省主席邱創煥時期，修建了嘉義的吳鳳廟與吳鳳墓，也在臺灣鐵路管理局嘉義車站前樹立了台灣第一座吳鳳銅像。但阿里山鄒族部落長期質疑吳鳳故事的真實性，並認為吳鳳故事將他們塑造為不文明的獵頭族，是對他們部落文化的一種羞辱和歧視。
1987年，發生湯英伸事件。鄒族青年湯英伸至台北工作，與雇主發生爭執，怒而殺人。學者蔣勳、胡台麗等人聲援湯英伸，希望政府能夠特赦湯英伸。因此事件影響，學術界開始討論吳鳳神話造成對鄒族人的歧視。同年9月9日，鄒族人發起遊行，要求把吳鳳鄉更名。

## 事件經過
1988年，台灣基督長老教會牧師林宗正等人在台南訓練的玉山神學院第九期學員，在結訓時討論要作些什麼來成為訓練的成果，最後決議要破壞嘉義市中心的吳鳳銅像。12月31日，林宗正與鄒族青年曾俊仁、鄒族青年潘建二、布農族青年Kavas Takistaulan（漢名：余進仁）等人，向民主進步黨台南市黨部借了兩台貨車，開到嘉義市中心，開始拆毀銅像。這個行動驚動了附近嘉義市警察局員警，前來制止，將他們驅散。被驅散的原住民青年，在旁邊的工具行購買了繩子與電鋸，在中午時再度進行第二次拆除行動，用小貨車成功將銅像拉下。銅像落地後當場斷裂成數截。林宗正在一側雙手握拳，興奮跳喊：「哈利路亞！哈利路亞！」。
嘉義市警察局展開逮捕行動，造成多位抗議群眾受傷，如參與抗議的布農族青年Kavas Takistaulan，斷了兩根肋骨，一側的睪丸也碎裂。警方逮捕四名青年，抗議群眾則在警察局外聲援。最終由民主進步黨臺灣省議員黃昭凱至警察局進行協商，帶回被逮捕的青年，也解散了抗議群眾。
1989年2月11日，嘉義地檢署檢察官陳忠鎣偵訊林宗正、曾俊仁、潘建二、Kavas Takistaulan等四人，之後立即收押，以「毀損公物」、「妨害公共安全」、「違反集會遊行法」、「妨害公務」四項罪名起訴。台灣基督長老教會台南教會牧師盧俊義牧師等人前往探視。開庭時，玉山神學院學生Kavas Takistaulan堅持以母語布農語應訊，迫使法院聘請布農語翻譯，促成台灣法院首次使用台灣原住民語應訊的紀錄。
為紀念二二八事件，由陳永興醫師和鄭南榕先生所組成的「二二八公義和平促進會」決定，1989年2月28日分別在基隆市與嘉義市舉辦遊行。嘉義市社運團體聯絡阿里山鄒族部落，希望他們在2月28日至嘉義市參與遊行，同時也聲援這四個人。當時政府為避免事態擴大，決定讓這四個人交保釋放。2月15日，台灣省主席邱創煥宣布自1989年3月1日起，吳鳳鄉更名為阿里山鄉。教育部長毛高文也宣布，在同年7月1日之後不再在教科書中教授吳鳳故事。法院隨後判決這四個人無罪，此事件結束。

## 後續
在吳鳳銅像拆除後，民主進步黨主張在原地設立二二八事件紀念碑。中國國民黨以獅子會名義，主張在吳鳳銅像原址設立和平鐘。
1989年2月28日，在嘉義市發動的遊行中，預備在吳鳳銅像被拆毀的基座上放上臨時的二二八紀念碑。嘉義市警察局在此地拉起人牆，與群眾對峙。最後嘉義市市長張博雅出面與抗議群眾協調，嘉義市政府同意在彌陀路建立二二八紀念碑。
至於被毀的吳鳳銅像原件則下落不明。原址現為獅子會「自由之鐘」。